# کنراد گود
کنراد گود (انگلیسی: Conrad Goode؛ زادهٔ ۹ ژانویهٔ ۱۹۶۲) بازیگر، فیلم‌نامه‌نویس، تهیه‌کننده فیلم، موسیقی‌دان، هنرمند و شاعر اهل ایالات متحده آمریکا است. وی از سال ۱۹۸۷ میلادی تاکنون مشغول فعالیت بوده‌است.
از فیلم‌ها یا مجموعه‌های تلویزیونی که وی در آن‌ها نقش داشته‌است، می‌توان به پخش زنده شنبه شب، پل بلارت: پلیس بازار ۲، عشق تصادفی، شاگرد اول، طولانی‌ترین فاصله، مدیریت خشم، پسر جدید، بزرگراه، هیچی نگو، تامکتس، کار کثیف، هواپیمای محکومین و ضدگلوله اشاره نمود.
از باشگاه‌هایی که در آن بازی کرده‌است می‌توان به نیویورک جاینتز و تمپا بی بوکانیرز اشاره کرد.